# 2. HMNL 2012./13.
Druga hrvatska malonogometna liga za sezonu 2012./13.

## Ljestvice

### Istok
| mj | klub                         | ut | pob | ner | por | gol+ | gol- | bod |
| -- | ---------------------------- | -- | --- | --- | --- | ---- | ---- | --- |
| 1. | Brod 035 (Slavonski Brod     | 14 | 13  | 1   | 0   | 83   | 31   | 40  |
| 2. | Osijek 031 (Osijek)          | 14 | 8   | 0   | 6   | 80   | 50   | 24  |
| 3. | Našice (Našice)              | 14 | 7   | 0   | 7   | 76   | 64   | 21  |
| 4. | NG Unitas (Nova Gradiška)    | 14 | 6   | 1   | 7   | 46   | 68   | 19  |
| 5. | Vinkovci (Vinkovci)          | 14 | 5   | 3   | 6   | 51   | 63   | 18  |
| 6. | Ivankovo (Ivankovo)          | 14 | 5   | 2   | 7   | 73   | 73   | 17  |
| 7. | Mala Mljekara (Valpovo)      | 14 | 4   | 2   | 8   | 50   | 77   | 14  |
| 8. | Eko Centar (Stari Mikanovci) | 14 | 3   | 1   | 10  | 73   | 106  | 10  |

 Izvori: 

 mnk-vinkovci.hr

### Zapad
| mj                           | klub                 | ut | pob | ner | por | gol+ | gol- | bod |
| ---------------------------- | -------------------- | -- | --- | --- | --- | ---- | ---- | --- |
| 1.                           | Histria Oprtalj      | 14 | 13  | 0   | 1   | 75   | 12   | 39  |
| 2.                           | Grobnik Čavle        | 14 | 12  | 0   | 2   | 82   | 42   | 36  |
| 3.                           | Albona Labin         | 13 | 6   | 2   | 5   | 58   | 52   | 20  |
| 4.                           | Otočac               | 13 | 5   | 2   | 6   | 39   | 47   | 17  |
| 5.                           | Gorovo Opatija       | 14 | 4   | 2   | 8   | 44   | 64   | 14  |
| 6.                           | Potpićan '98         | 13 | 4   | 1   | 8   | 56   | 70   | 13  |
| 7.                           | Lošinj (Mali Lošinj) | 13 | 3   | 1   | 9   | 44   | 79   | 10  |
| 8.                           | Kastav               | 14 | 3   | 0   | 11  | 41   | 73   | 9   |
|                              |                      |    |     |     |     |      |      |     |
| ljestvica bez dvije utakmice |                      |    |     |     |     |      |      |     |

 Izvori: 

 mnk-kastav.hr, do 13. kola 

 mnk-kastav.hr, wayback  

 labin.com 

## Unutarnje poveznice
- Prva hrvatska malonogometna liga 2012./13.
- Hrvatski malonogometni kup 2012./13.

## Vanjske poveznice
- crofutsal.com